# Treppio

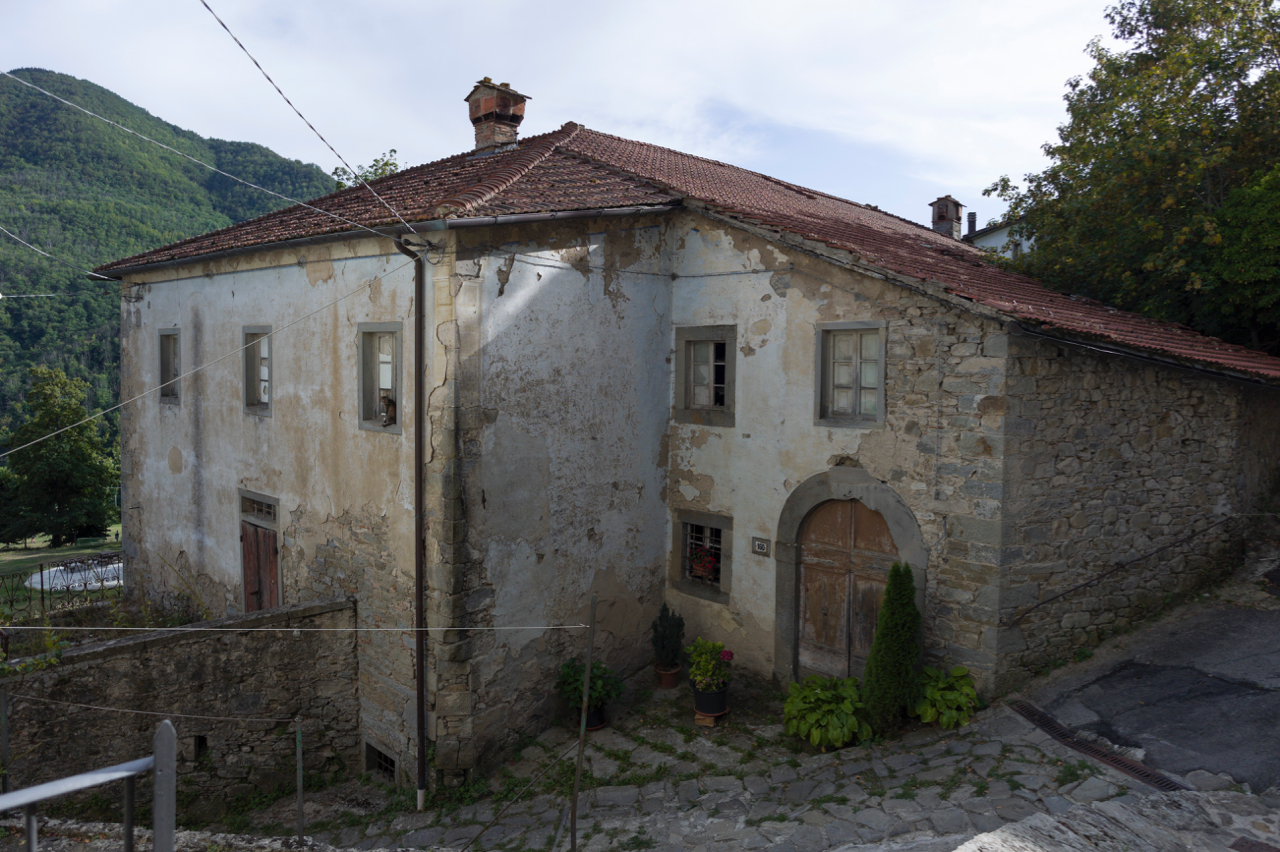
Villa Gargallo a Treppio (PT)

Treppio è una frazione del comune italiano di Sambuca Pistoiese, nella provincia di Pistoia, in Toscana.

## Geografia fisica
Si sviluppa tra i 610 metri s.l.m. del borgo della "Piazza" ed i 750 metri della località "Castello", lungo la valle della Limentra Orientale, con un'altitudine media di 680 m s.l.m. (altitudine della "Piazza della Chiesa").

## Storia
Antico possesso dei Signori di Stagno di stirpe longobarda fu conteso nel Medioevo dai comuni di Bologna e Pistoia, passando sotto l'autorità del comune toscano nel 1219.

## Monumenti e luoghi d'interesse

### Villa Gargallo
Il nome deriva dal fatto che fu la residenza dei marchesi Gargallo di Castel Lentini a Treppio.
Qui vissero i Marchesi Filippo e Mario Tommaso Gargallo di Castel Lentini, figli del conte Gioacchino e della treppiese Annunziata Gualandi. La leggenda dice che i due si fossero perdutamente innamorati e Annunziata era definita come una “bella pastorella”.
In realtà, Gioacchino era un figlio cadetto da “sistemare” con una ragazza dell'alta borghesia. Una sua nutrice di Treppio suggerì così alla famiglia di favorire l'incontro con la ragazza treppiese. I Gualandi possedevano infatti numerosi fabbricati e terreni in zona, compreso quel palazzotto signorile che ha poi preso il nome di “Villa Gargallo” .
Quando il titolo di marchese passò al figlio Filippo (lo zio Tommaso era morto senza prole nei primi anni del XX secolo), la Villa Gargallo fu rinnovata e ingrandita con alcuni elementi decorativi che ricordano la lontana Sicilia.